# FC延岡AGATA
FC延岡AGATA（エフシーのべおかアガタ）は、宮崎県延岡市を本拠地とする社会人サッカークラブ。Jリーグ加盟を目指すクラブの一つである。

## 概要・歴史
クラブ名の「AGATA」は延岡城築城当初の名である「縣城」に由来し、エンブレムのモチーフにはこの城の石垣（別名「千人殺しの石垣」）が採用されている。
2019年11月、株式会社FC延岡AGATAを運営会社として、延岡市など宮崎県の北部から日本プロサッカーリーグ（Jリーグ）入りを目指して、九州保健福祉大学の社会人チームである「九保大エルフAGATA」（宮崎県サッカーリーグ2部Bブロック所属）を母体として、クラブを発足させると発表した。元日本代表の松本育夫をテクニカルアドバイザーに招聘し、2023年までのJ3リーグ入会を目標として掲げた。
チームは2019年の宮崎県リーグ2部Bブロックを全勝で優勝し、1部に昇格。

### 2020年
同年は宮崎県リーグを除き「FC AGATA 九保」のチーム名で出場。
- 第56回全国社会人サッカー選手権大会の県予選である第56回宮崎県社会人サッカー選手権大会で優勝。第56回九州社会人サッカー選手権大会への出場を決めたが、全国大会の開催中止に伴い、九州大会も中止となった。
- 宮崎県リーグ1部は新型コロナウイルスの影響により中止となったが、代替試合として開催された「九州各県リーグ決勝大会宮崎県代表決定戦」（6チームによるトーナメント戦）で優勝。
- 九州サッカーリーグ昇格を賭けた九州各県サッカーリーグ決勝大会では、1回戦でNIFS KANOYA FC 2NDに敗れ昇格を逃した。

### 2021年
同年よりチーム名が「FC延岡AGATA」で統一される。
- ジュニアユースチーム「FC延岡AGATA U-15」を設立。監督に早稲田一男を招聘。
- 前年の宮崎県社会人サッカー選手権大会優勝により、第101回天皇杯の県予選である第25回宮崎県サッカー選手権大会に社会人代表として出場。2回戦でヴェロスクロノス都農に敗れた。
- 全社宮崎県予選では連覇を果たし、九州大会に出場。代表決定戦で九州リーグ第2代表の沖縄SVに3-0で勝利し、全社の出場権を獲得した[5]。しかし同大会は新型コロナウイルスの影響により中止となった。
- 宮崎県リーグ1部は新型コロナウイルスの影響により3試合を消化した時点で中止となったが、代替試合として開催された「九州各県リーグ決勝大会宮崎県代表決定戦」（4チームによるトーナメント戦）で優勝。
- 九州各県リーグ決勝大会では3試合で20得点無失点と圧倒し、九州リーグ昇格を果たす。

### 2022年
- 天皇杯県予選は、コロナウイルスの影響によりテゲバジャーロ宮崎とホンダロックSCによる決勝戦のみ開催となったため、不参加。
- 九州リーグでは沖縄SV戦こそ2敗したものの、ヴェロスクロノス都農には1勝1分と勝ち越すなど安定して勝ち星を重ね2位。
- 全社ではベスト4に進出し、この時点で全国地域サッカーチャンピオンズリーグ2022への出場を決める。準決勝ではBTOPサンクくりやまにPK戦の末敗れるものの、3位決定戦では都農に1-0で勝利した。
- 地域CLではBTOP、栃木シティ、FC刈谷と同組となり、初日のBTOP戦には勝利したものの、続く栃木戦、刈谷戦に敗れ、1勝2敗・グループ3位で敗退[6]。
- センコー東九州主管支店、関家具とクラブパートナー契約を締結。
- 12月24日、FC延岡AGATA応援協議会が発足。

### 2023年
- 九州リーグ年間ベストイレブンを獲得した伊集院雷（JFL・沖縄SVへ）、チーム創設時から在籍した吉武莉央（J3・SC相模原へ）がそれぞれ移籍。補強は今までの大卒メインに加え、アルビレックス新潟Sから豊村翔吾、FC大阪から森山真伍、VONDS市原から藤松航矢が加入。
- 天皇杯県予選は準々決勝で都農に惜敗。リーグ戦では都農に1勝1分と勝ち越したものの、ジェイリースFCに1分1敗と星を落としたことも響き、後半戦8連勝した都農に勝点4差をつけられ2位。全社は準々決勝でFC徳島に1-2で敗れ、地域CL出場を逃した。

### 2024年
- 同年よりチームカラーを水色から黄緑色に一新[7][8]。
- 桑原英一が代表取締役社長を退任し新設された会長へ就任。社長には新たに桑原一太が就任（GM兼任）。ヘッドコーチに磯部和彦が就任。
- チーム創設時から在籍した油木玲於奈と森永将斗が退団。一方、チーム創設後初となるJリーグ経験者として石井健太、阪本将基が加入。
- 天皇杯県予選は準々決勝で都農に敗戦。リーグ戦は前期だけで3敗を喫するなど出遅れが響き3位。全社は初戦敗退に終わる。

### 2025年
- 2021年から監督を務めた桑原勇斗が退任（アビスパ福岡コーチに就任）[9]。ヘッドコーチの磯部が監督に就任。選手は半数が引退・退団。吉武がSC相模原から3年ぶりに復帰。
- 天皇杯県予選は準々決勝で都農に完敗。
- 監督を務めていた磯部が6月25日付で辞任[10]。後任にはトップチームアドバイザー兼U-15監督を務めていた早稲田一男が監督代行として就任[11]。
- 韓国K5リーグ所属のヤンチョンTNT FCとパートナーシップ協定を締結[12]。

## 戦績
| 年度 | 所属               | 順位                               | 勝点                               | 試合                               | 勝                                 | 分                                 | 敗                                 | 得点                               | 失点                               | 差                                 |
| 2019 | 宮崎県2部Bブロック | 優勝                               | 18                                 | 6                                  | 6                                  | 0                                  | 0                                  | 24                                 | 3                                  | 21                                 |
| 2020 | 宮崎県1部          | 新型コロナウイルスの影響により中止 | 新型コロナウイルスの影響により中止 | 新型コロナウイルスの影響により中止 | 新型コロナウイルスの影響により中止 | 新型コロナウイルスの影響により中止 | 新型コロナウイルスの影響により中止 | 新型コロナウイルスの影響により中止 | 新型コロナウイルスの影響により中止 | 新型コロナウイルスの影響により中止 |
| 2021 | 宮崎県1部          | 新型コロナウイルスの影響により中止 | 新型コロナウイルスの影響により中止 | 新型コロナウイルスの影響により中止 | 新型コロナウイルスの影響により中止 | 新型コロナウイルスの影響により中止 | 新型コロナウイルスの影響により中止 | 新型コロナウイルスの影響により中止 | 新型コロナウイルスの影響により中止 | 新型コロナウイルスの影響により中止 |
| 2022 | 九州               | 2位                                | 47                                 | 20                                 | 15                                 | 2                                  | 3                                  | 68                                 | 10                                 | 58                                 |
| 2023 | 九州               | 2位                                | 43                                 | 18                                 | 13                                 | 4                                  | 1                                  | 57                                 | 10                                 | 47                                 |
| 2024 | 九州               | 3位                                | 40                                 | 18                                 | 13                                 | 1                                  | 4                                  | 66                                 | 16                                 | 50                                 |
| 2025 | 九州               |                                    |                                    | 18                                 |                                    |                                    |                                    |                                    |                                    |                                    |

## ユニフォーム

### クラブカラー
- 黄緑色

### ユニフォームスポンサー
| 掲出箇所   | スポンサー名             | 表記                                 | 掲出年   | 備考 |
| 胸         | 桝元                     | 元 辛 祖 桝 麺 元 karamenya-masumoto | 2022年 - |      |
| 鎖骨右     | 清本鉄工                 | キヨモト                             | 2023年 - |      |
| 鎖骨左     | ケーブルメディアワイワイ | waiwai                               | 2023年 - |      |
| 背中上部   | センコー延岡支店         | センコー                             | 2022年 - |      |
| 背中下部   | 三井化学EMS              | 三井化学EMS                          | 2025年 - |      |
| 袖         | FINE OAK                 | Fine Oak FIX&SUPPLY                  | 2022年 - |      |
| パンツ前面 | なし                     | -                                    | -        |      |
| パンツ背面 | なし                     | -                                    | -        |      |

### ユニフォームサプライヤーの遍歴
- 2019年 - 2021年：アンブロ
- 2022年 - 2023年：ミズノ
- 2024年 - 現在：ボネーラ

### 歴代ユニフォームスポンサー表記
| 年度 | 箇所                                 | 箇所     | 箇所   | 箇所                 | 箇所                      | 箇所                | 箇所            | 箇所       | サプライヤー |
| 年度 | 胸                                   | 鎖骨右   | 鎖骨左 | 背中上部             | 背中下部                  | 袖                  | パンツ前面      | パンツ背面 | サプライヤー |
| 2019 | -                                    | -        | -      | -                    | -                         | -                   | -               | -          | UMBRO        |
| 2020 | -                                    | -        | -      | -                    | -                         | -                   | -               | -          | UMBRO        |
| 2021 | -                                    | -        | -      | -                    | -                         | -                   | -               | -          | UMBRO        |
| 2022 | 元 辛 祖 桝 麺 元 karamenya-masumoto | -        | -      | 家具産地 大川 関家具 | センコー                  | Fine Oak FIX&SUPPLY | MEISTER HOUSING | -          | Mizuno       |
| 2023 | 元 辛 祖 桝 麺 元 karamenya-masumoto | キヨモト | waiwai | HEART CARE           | センコー                  | Fine Oak FIX&SUPPLY | MEISTER HOUSING | -          | Mizuno       |
| 2024 | 元 辛 祖 桝 麺 元 karamenya-masumoto | キヨモト | waiwai | センコー             | 南宮崎ヤマモト 腎泌尿器科 | Fine Oak FIX&SUPPLY | マイニチフーズ  | -          | ボネーラ     |
| 2025 | 元 辛 祖 桝 麺 元 karamenya-masumoto | キヨモト | waiwai | センコー             | 三井化学EMS               | Fine Oak FIX&SUPPLY | -               | -          | ボネーラ     |